# Ion Timofte
Ion Timofte (Anina, 16 de dezembro de 1967) é um ex-jogador profissional de futebol romeno. O antigo Internacional Romeno actuava prefencialmente como centro campista de grande vocação ofensiva.

## Carreira
Estreou-se na Primeira Divisão Romena pelo Politehnica Timişoara, em 1989. Duas épocas depois, ingressou no futebol português atravês do Futebol Clube do Porto. Nas três épocas em que pertenceu aos quadros do clube, foi opção regular nas épocas que culminaram com os títulos nacionais em 1992 e 1993, tendo feito e acabado a carreira no Boavista Futebol Clube, durante as seis épocas seguintes.
Timofte fez a sua estreia na selecção Romena em 1991 contra a Suíça, tendo a sua última aparição internacional acontecido em 1995, somando umas discretas 10 internacionalizações e ainda um golo neste período.
Ion Timofte teve os seus anos dourados entre 1997 e 1999, onde marcou 25 golos repartidos por duas temporadas no Boavista, marca considerável para um jogador das suas caracterísitcas. Fisicamente frágil, possuía uma capacidade técnica muito ao nível do elevado nível técnico do campeonato Português, destacando-se pela precisão do passe e remate a média e longa distância. Era o chamado "playmaker" e deixou saudades pelos campos onde passeou a sua classe futebolística de fino recorte.

## Títulos

### FC Porto
- Campeonato português (2): 1991/92, 1992/93
- Taça de Portugal (1): 1993/94
- Supertaça Portuguesa (2): 1991, 1993

### Boavista
- Taça de Portugal (1): 1996/97
- Supertaça Portuguesa (1): 1997